# Inazuma Eleven GO Chrono Stones (videogioco)
Inazuma Eleven GO Chrono Stones o fuori dall'Europa Inazuma Eleven GO 2: Chrono Stone (イナズマイレブンＧＯ2 クロノ・ストーン?, Inazuma Irebun GO 2 Kurono sutōn) è un videogioco di calcio edito dalla Level-5. È stato pubblicato in due versioni: Tuono e Fiamma.

## Trama
Quando il protagonista Arion Sherwind (松風 天馬 Matsukaze Tenma) torna alla Raimon, scopre che tutti i suoi compagni di squadra e amici non sono più membri del Club di calcio, poiché non esiste più. Un'organizzazione internazionale del futuro, chiamata El Dorado, ha infatti deciso di inviare alcuni suoi membri nel passato per cancellare l’esistenza del gioco del calcio, poiché in futuro esso rappresenterà un’arma temibile. Allo scopo di cancellare la passione per il calcio che Arion ancora conserva, la El Dorado invia un ragazzo di nome Alpha, i cui sforzi sono però vanificati dall’intervento di Fei Rune e dal suo compagno Clark Wonderbot, entrambi tornati indietro nel tempo a loro volta di 200 anni per aiutare Arion a proteggere il calcio. Dopo aver riportato la linea temporale del presente allo stato originale, il club di calcio della Raimon è nuovamente presente e attivo, tuttavia la El Dorado continua a inviare squadre di giocatori per tentare di distruggerlo. La squadra del protagonista, aiutata da Fei e Wonderbot, decide così di intraprendere un viaggio nella storia con la missione di riunire undici giocatori per comporre la squadra perfetta, raccogliendo l’aura di grandi personaggi storici e iconici e fondere le loro qualità ai giocatori della Raimon tramite un dispositivo chiamato Mixi Max.